# Nutley (Hampshire)
Nutley – wieś i civil parish w Anglii, w Hampshire, w dystrykcie Basingstoke and Deane. W 2011 roku civil parish liczyła 196 mieszkańców. Nutley jest wspomniana w Domesday Book (1086) jako Noclei.

## Etymologia
Źródło:

Nazwa miejscowości na przestrzeni wieków:
- XIII w. – Nutleye/Nuclega/Nutelegha
- XIV w. – Nuttele/Nutleghe/Nottele
- XV w. – Nutle/Nutes